# Welcome in Vienna: Santa Fe
Série Welcome in Vienna
Welcome in Vienna : Dieu ne croit plus en nous
(1982) Welcome in Vienna: Welcome in Vienna
(1986)
Pour plus de détails, voir Fiche technique et Distribution.
Welcome in Vienna: Santa Fe est un film dramatique germano-autrichien réalisé par Axel Corti et sorti en 1986.
Il s'agit du deuxième volet de la trilogie Welcome in Vienna.

## Synopsis
À New York en 1940, le Tonka arrive à New York avec, à son bord, nombre de réfugiés épuisés.
L'accueil des rescapés du nazisme est loin d'être facilité par les autorités américaines. Freddy Wolff rêve d'un nouveau départ mais, en réalité, il se retrouve confronté à l'isolement intense de la vie d'immigré sans ressources. Il trouve un travail de vendeur dans une delicatessen, et noue une relation amoureuse avec la fille de son patron qu'il rêve d'emmener à Santa Fe. Mais sa position, comme celle de ses semblables, est vite intenable : naguère persécuté en Autriche en tant que Juif, puis stigmatisé comme immigré à New York, il est bientôt assimilé à l'ennemi allemand dès l'entrée en guerre des États-Unis. Il décide alors de s'engager dans l'armée américaine pour regagner l'Europe pour combattre le nazisme.

## Fiche technique
- Titre : Welcome in Vienna : Santa Fe
- Titre original : Wohin und zurück - Teil 2: Santa Fe
- Réalisateur : Axel Corti
- Scénario : Axel Corti, Georg Stefan Troller
- Directeur de la photographie : Otto Kirchhoff
- Musique : Hans Georg Koch
- Producteur : Rolf Ballmann, Lutz Kleinselbeck, Werner Swossil
- Responsable de la Production : Danny Krausz
- Compagnies de production : Schweizerische Radio- und Fernsehgesellschaft (SRG), Teamfilm Produktion, Zweites Deutsches Fernsehen (ZDF), Österreichischer Rundfunk (ORF)
- Distributeurs : Le Pacte (2011) ( France) (cinéma), National Center for Jewish Film (NCJF) (1983) ( États-Unis) (VHS) (sous-titré), National Center for Jewish Film (NCJF) (1983) ( États-Unis) (DVD) (sous-titré), Roxie Releasing (1988) ( États-Unis) (all media) (sous-titré), LISTO Videofilm (restauration digitale) (version restaurée et remastérisée numériquement) (2009)
- Pays d'origine :  Autriche,  Allemagne de l'Ouest
- Langue : Allemand
- Son : mono
- Couleurs : Noir et blanc
- Aspect : 1,33 : 1 - 4/3
- Format film : 35 mm
- Genre : Film dramatique
- Durée : 118 minutes (1 h 58)
- Dates de sortie[1] :
  -  Allemagne de l'Ouest : 2 mars 1986
  -  États-Unis : 20 juillet 1988 (New York)
  -  France : 30 novembre 2011 (au cinéma)

## Distribution
- Valda Aviks
- Gabriel Barylli : Freddy Wolff
- Monica Bleibtreu : Mrs. Shapiro
- Tilli Breidenbach : Frau Bauer
- Doris Buchrucker : Lissa
- Judith Drake
- Anton Duschek
- Renée Felden
- Joachim Kemmer : Binder
- Karin Kienzer
- Franz J. Klein : Dr. Bauer
- Peter Lühr : Dr. Treumann
- Leo Mazakarini : Améranth
- Herbert Moulton
- Dagmar Schwarz : Frau Marmorek
- Johannes Silberschneider : Ferry Tobler
- Gideon Singer : Popper
- Ernst Stankovski : Feldheim